# 鄭和號巡防艦
鄭和號飛彈巡防艦（舷號：PFG2-1103），為中華民國海軍成功級巡防艦二號艦，1991年10月29日開工、1992年10月15日下水、1994年3月28日服役，與同型艦均為美國海軍派里級巡防艦修改型。原型以船團護衛任務為主要設計核心，在取代陽字號而生產的前提下，中華民國海軍於鄭和號安裝國造反艦飛彈及波佛斯公司L70/40公釐單管快砲，以增強反艦、反快艇能力。
派里級的設計以反潛作戰為主，於低威脅環境下為遠洋船團護航及作為兩棲登陸船團的屏衛，在機能設計上屬於二線、低造價、可犧牲的艦艇。囿於台灣海峽防衛作戰需求與美國對台軍售限制，鄭和軍艦除負責反潛作戰外，也擔負艦隊區域防空任務。目前鄭和號與其他成功級艦均配屬海軍一四六艦隊，母港為海軍馬公基地測天島軍港，平時負責台灣海峽海域偵巡任務。

## 艦歷
1991年10月29日，鄭和軍艦在中國造船公司（今台灣國際造船公司）高雄廠區安放龍骨。
2006年鄭和軍艦參與敦睦遠航訓練支隊，3月16日自左營軍港出發。3月20日7時，鄭和軍艦準備靠泊帛琉馬拉卡港（Malakal）時，在港口碰撞到不明物體導致俥葉受損失去動力。中華民國海軍派遣岳飛軍艦與拖船2艘將鄭和軍艦拖帶回國整修，隨後也派出1艘康定級巡防艦接替鄭和軍艦。
2019年6月7日，鄭和軍艦於高雄港新濱碼頭舉行25週年艦慶暨端午節懇親會。
2023年9月14日，國防部公布本艦監控共軍濟南號影片。
2024年5月23日，本艦在台灣海峽與進行聯合利劍演習的共軍南通號對峙。

## 歷任艦長
| 順序 | 姓名     | 軍銜 | 上任日期       | 卸任日期       |
| ---- | -------- | ---- | -------------- | -------------- |
| 1    | 謝政     | 上校 | 1993年1月1日   | 1994年3月16日  |
| 2    | 陳德門   | 上校 | 1994年3月16日  | 1996年6月14日  |
| 3    | 韓彬     | 上校 | 1996年6月14日  | 1997年3月1日   |
| 4    | 辜存柱   | 上校 | 1997年3月1日   | 1997年11月16日 |
| 5    | 張駿維   | 上校 | 1997年11月16日 | 1999年2月1日   |
| 6    | 陶東浩   | 上校 | 1999年2月1日   | 2000年8月1日   |
| 7    | 蕭維民   | 上校 | 2000年8月1日   | 2002年9月1日   |
| 8    | 張勝凱   | 上校 | 2002年9月1日   | 2002年11月1日  |
| 9    | 何光偉   | 上校 | 2002年11月1日  | 2004年6月1日   |
| 10   | 唐啟偉   | 上校 | 2004年6月1日   | 2006年4月16日  |
| 11   | 郭治國   | 上校 | 2006年4月16日  | 2007年10月16日 |
| 12   | 莊紀源   | 上校 | 2007年10月16日 | 2009年7月16日  |
| 13   | 邱俊榮   | 上校 | 2009年7月16日  | 2011年7月1日   |
| 14   | 劉仲強   | 上校 | 2011年7月1日   | 2012年9月1日   |
| 15   | 陳永福   | 上校 | 2012年9月1日   | 2013年4月26日  |
| 16   | 林張震東 | 上校 | 2013年4月26日  | 2014年11月1日  |
| 17   | 劉之傑   | 上校 | 2014年11月1日  | 2015年5月1日   |
| 18   | 曾俊懷   | 上校 | 2015年5月1日   | 2016年12月1日  |
| 19   | 李順從   | 上校 | 2016年12月1日  | 2017年12月1日  |
| 20   | 林健源   | 上校 | 2017年12月1日  | 2019年12月1日  |
| 21   | 洪國清   | 上校 | 2019年12月1日  | 2022年1月16日  |
| 22   | 張佳豐   | 上校 | 2022年1月16日  | 2023年8月15日  |
| 23   | 鄭明忠   | 上校 | 2023年8月16日  | 現任           |

## 圖庫

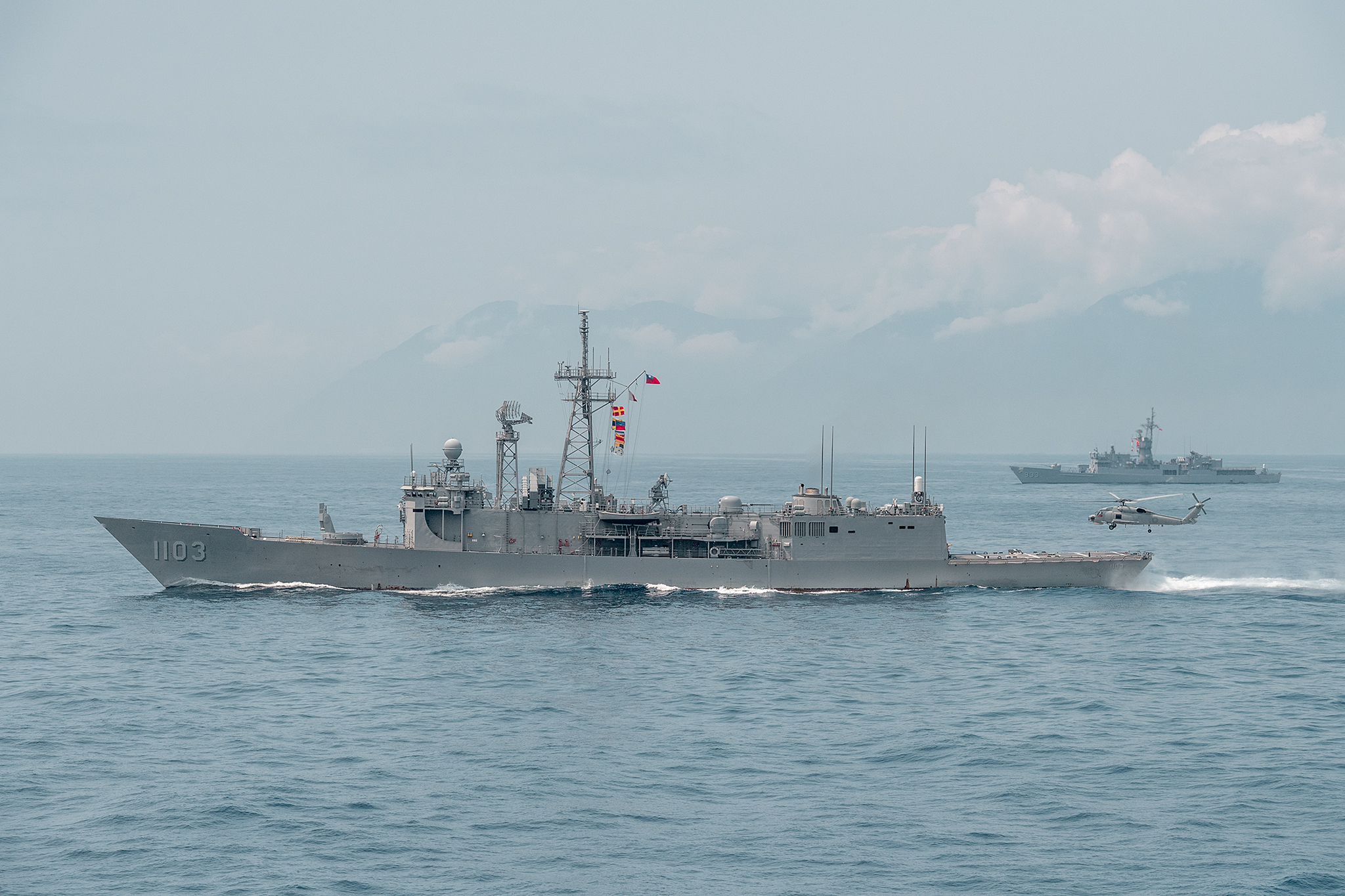
2018.04.13總統視導宜蘭海軍部隊中鄭和號巡防艦
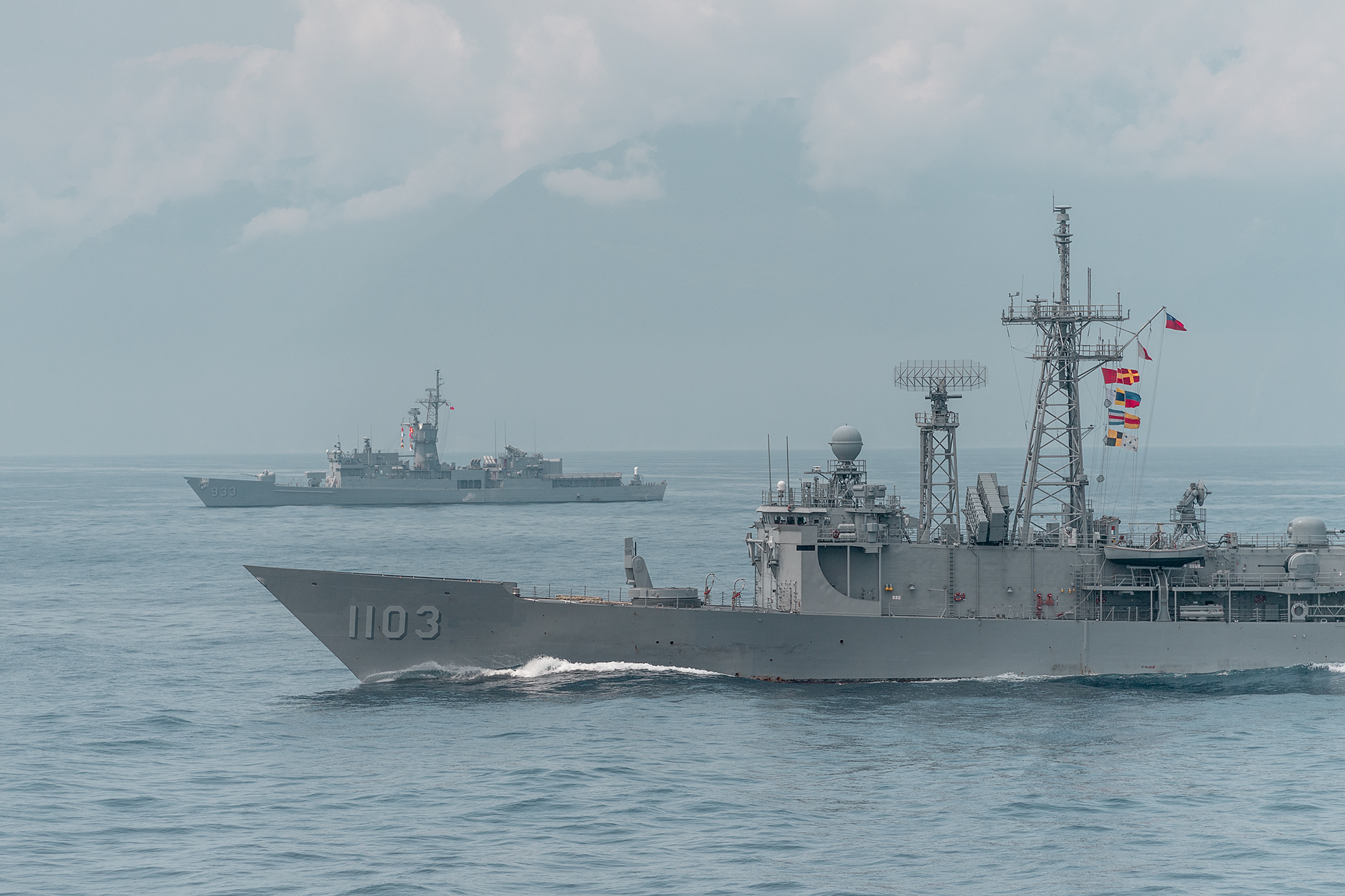
2018.04.13總統視導宜蘭海軍部隊中鄭和號巡防艦與鳳陽號巡防艦

## 資料來源
1. ↑  . 海軍司令部. 2019年3月27日  [2019年7月21日]. （原始内容存档于2019年5月11日） （中文）.
2. ↑  . 自由時報電子報.   [2024-05-15]. （原始内容存档于2024-05-21）.
3. ↑  許紹軒、羅添斌、王平宇. . 自由時報. 2006年7月21日  [2019年7月24日]. （原始内容存档于2019年7月23日） （中文）.
4. ↑  . TVBS新聞網. 2006年7月20日  [2019年7月24日]. （原始内容存档于2019年7月23日） （中文）.
5. ↑  . mdc.   [2019年7月21日]. （原始内容存档于2019年7月21日） （中文）.
6. ↑  傅啟禎. . 青年日報. 2019年6月7日  [2019年7月21日]. （原始内容存档于2019年7月21日） （中文）.
7. ↑  吳書緯. . 自由時報. 2023年9月15日 （中文）.
8. ↑  楊祖宇. . Newtalk. 2024年5月24日 （中文）.

## 外部連結
（繁體中文）中國軍艦博物館-成功級巡防艦